# Parc agricole d'Achères

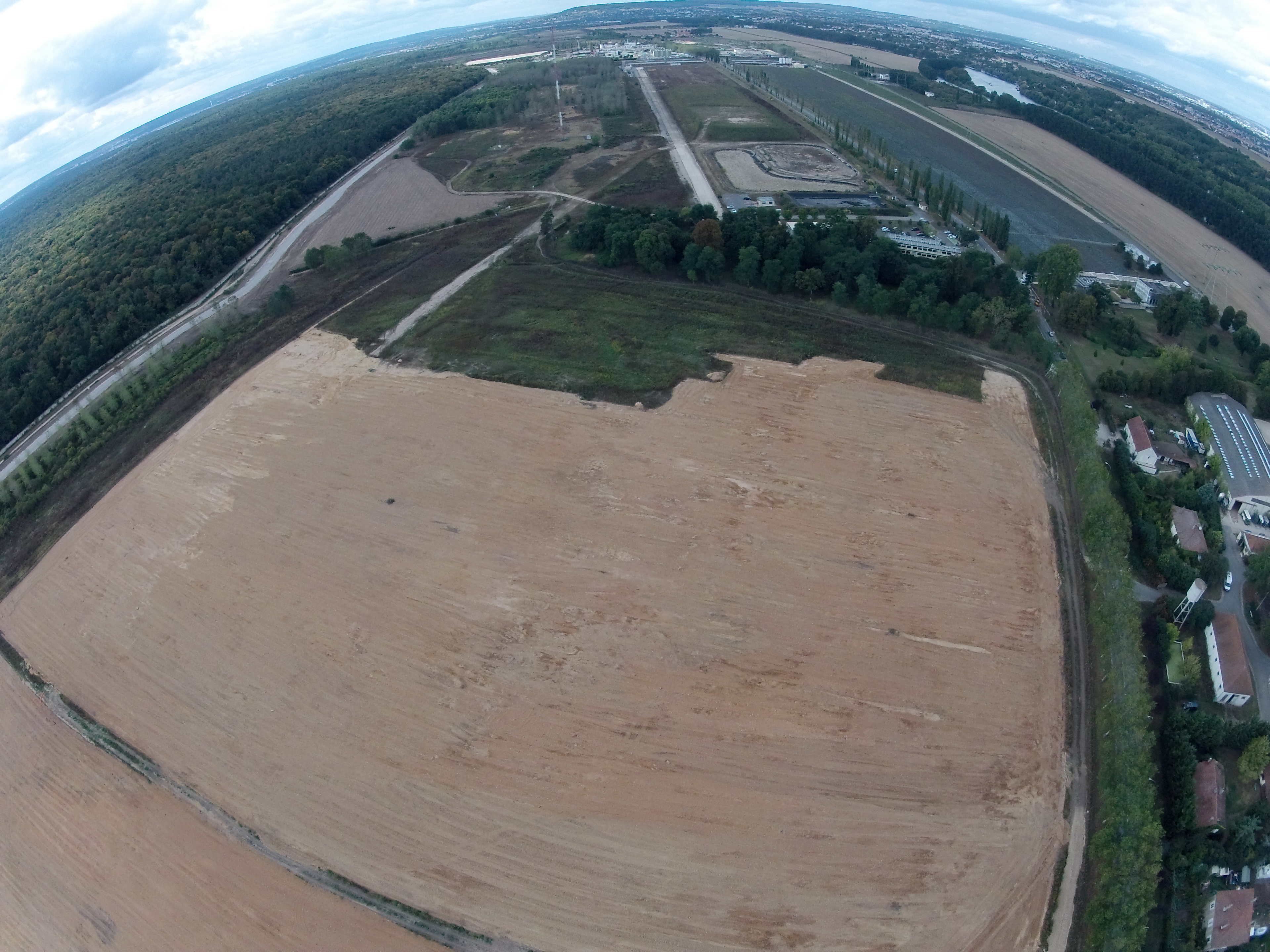
Vue aérienne depuis l'ancien site du fort Saint Sébastien.

Le parc agricole d'Achères, parfois désigné sous le nom de « plaine d'Achères », est un domaine agricole, propriété de la ville de Paris, qui se trouve dans une boucle de la Seine, le long de la rive gauche du fleuve, au nord de la forêt de Saint-Germain-en-Laye dans le département des Yvelines. Ce domaine a servi de la fin du XIXe siècle (1895) et jusqu'à la fin du XXe siècle (1999) à l'épandage des eaux usées de la ville de Paris et d'autres communes de l'agglomération. Dans sa partie Est, est implantée  la station d'épuration d'Achères, dont la première tranche fut mise en service en 1940. Désignée officiellement sous le nom de Seine-Aval, cette station d'épuration est exploitée depuis 1971 par le syndicat interdépartemental pour l’assainissement de l’agglomération parisienne (SIAAP).
L'épandage des eaux usées brutes pendant une centaine d'années a entraîné une importante pollution des sols par les métaux lourds (éléments traces métalliques), notamment  plomb, mercure, cuivre, manganèse et arsenic,.
Il a cessé depuis l'an 2000, à la suite d'un avis du Conseil supérieur d'hygiène publique de France (CSHPF) du 13 avril 1999 préconisant l'arrêt de l'épandage des eaux brutes et l'arrêt des cultures maraîchères,, suivi d'un arrêté préfectoral du 31 mars 2000 « portant interdiction de production de cultures légumières et aromatiques destinées ou non à la commercialisation ».

## Cadre naturel
La plaine d'Achères est une aire majoritairement rurale qui se trouve dans le nord d'un méandre de la Seine, entre le fleuve et la forêt de Saint-Germain-en-Laye. Elle s'étire depuis le parc de Maisons-Laffitte (exclu) jusqu'à Achères, à la limite de Poissy. Elle couvre environ 1500 hectares formant une bande convexe de 700 à 1500 m de large et 12 km de long.
L'altitude varie de 31 m au point le plus élevé à 20,5 m, niveau de la Seine au bief d'Andrésy, formant une pente dans le sens transversal d'environ 1 %.
Le sous-sol est constitué d'alluvions quaternaires de plusieurs mètres d'épaisseur qui reposent sur des couches marne et de calcaire grossier du Lutétien. Dans la partie basse, jusqu'à la cote 24 m environ, qui correspond à la zone inondable, le sol est formé d'alluvions modernes (notés Fz sur la carte géologique), limoneux, imperméables, propices à la culture mais qui demandent à être drainés. La partie supérieure, au sol d'alluvions anciennes (notés Fy sur la carte géologique) essentiellement sableuses, très perméables, reposant sur des marnes également perméables. Cette partie, qui correspond à la terrasse alluviale basse de la Seine, était boisée depuis le XVIIe siècle et intégrée dans la forêt domaniale.

## Histoire

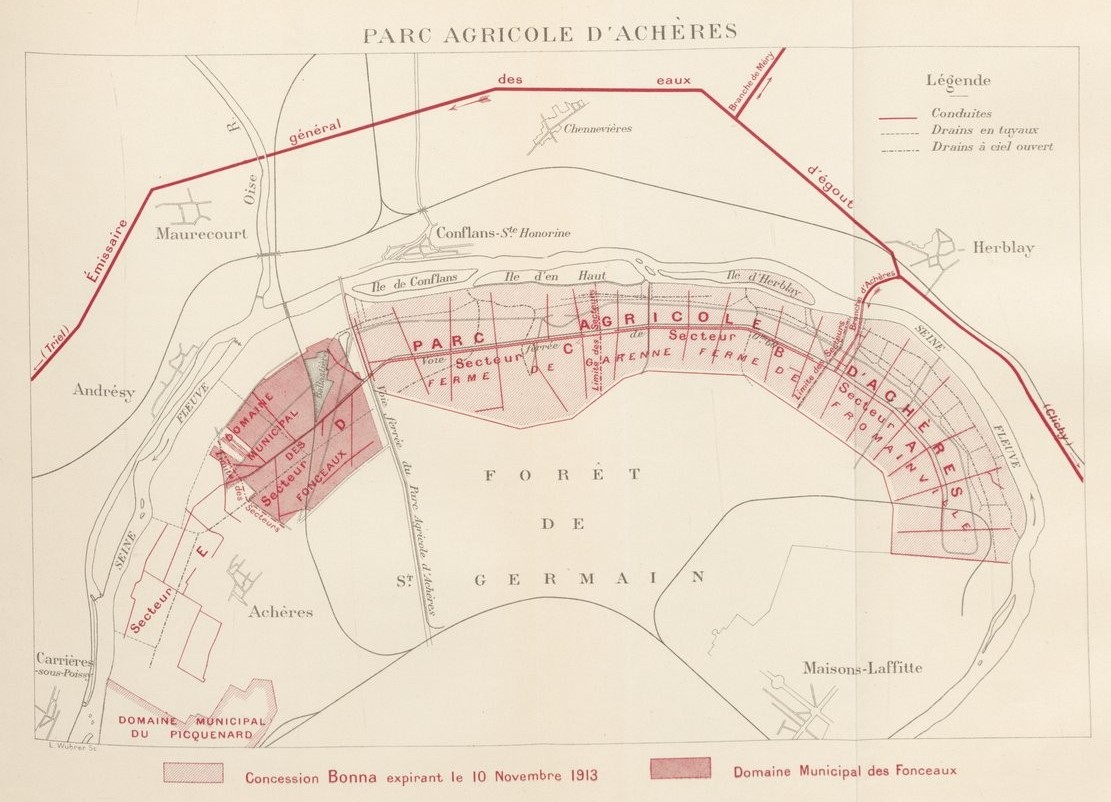
Parc Agricole d'Achères (plan de 1913)

La loi du 4 avril 1889, ayant pour objet « l'utilisation agricole des eaux d'égout de Paris et l'assainissement de la Seine » est à l'origine de la création du parc agricole d'Achères et de l'émissaire reliant l'usine élévatrice de Clichy à Achères. Elle déclare ces travaux d'utilité publique et autorise la ville de Paris à répandre ses eaux d'égouts brutes dans des terres mises en culture dans la « presqu'île » de Saint-Germain-en-Laye, dans la limite de 40 000 m3 par hectare. Elle approuve la convention passée entre l'État et la ville de Paris pour la location de terrain domaniaux situés dans les communes d'Achères et Saint-Germain-en-Laye, d'une superficie totale de 799 hectares. La location est prévue pour une durée de vingt ans, avec possibilité pour la ville d'acquérir les terrains en cause. Ceux-ci comprennent les terres agricoles des fermes de Fromainville et de Garenne pour 372 hectares, et les « tirés de Fromainville », partie de la forêt de Saint-Germain-en-Laye pour 427 hectares. Les « tirés », qui avaient été reboisés à la suite d'une extension de la forêt réalisée sous Louis XV, doivent être déboisés pour être mis en culture et la ville de Paris doit reconstruire un mur de séparation à la nouvelle limite de la forêt.
Cette loi institue également une commission de contrôle permanente de cinq membres désignés par les ministres de l'Agriculture et des Finances, les conseils généraux de la Seine et de Seine-et-Oise, et par le Comité consultatif d'hygiène de France.
Un décret du 30 mars 1889 déclare d'utilité publique les travaux de canalisation et de drainage qui doivent être réalisés par la ville de Paris sur les terres destinées à l'épandage.
L'émissaire général, appelé « aqueduc d'Achères » est terminé le 7 juillet 1895.
Il franchit la Seine au droit d'Herblay, par un siphon.
En 1894, la ville de Paris acquiert le domaine des Fonceaux (200 ha), qui se trouve dans la commune d'Achères, à l'ouest de la route nationale 184.

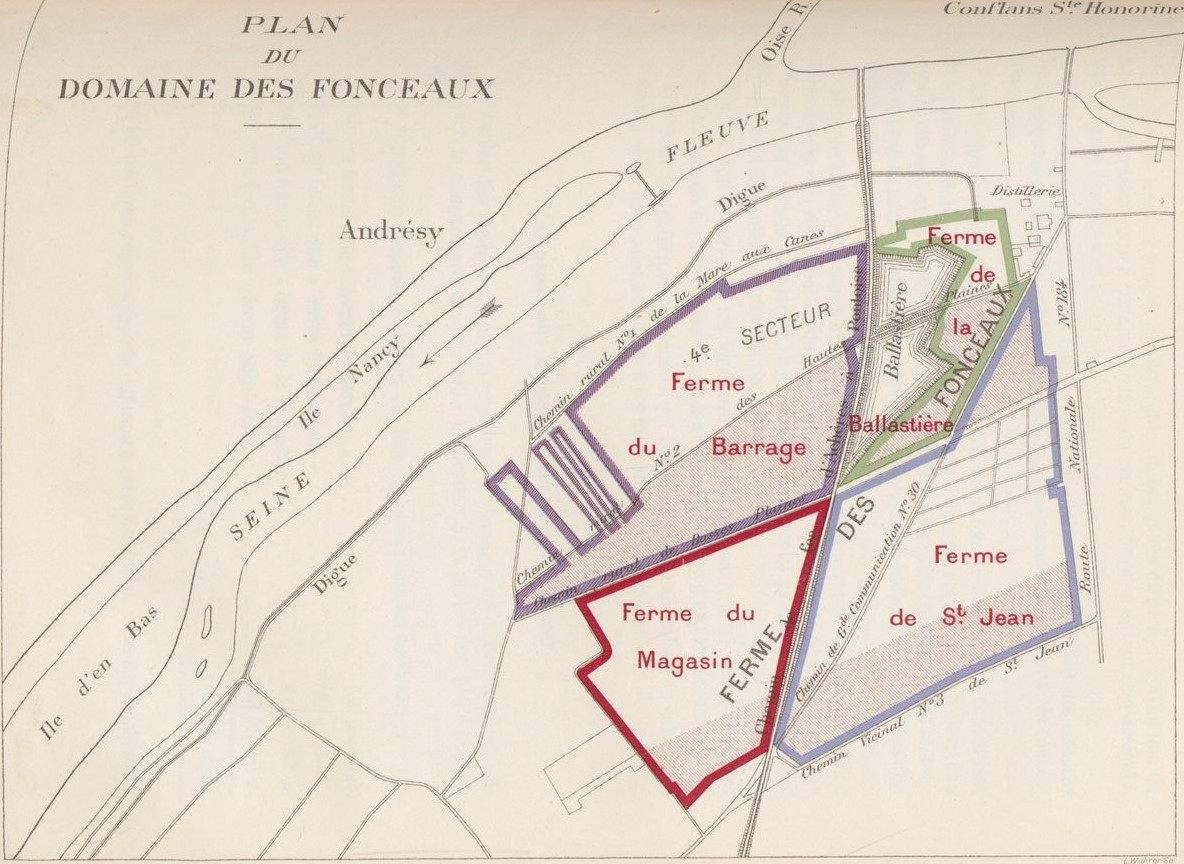
Plan du domaine des Fonceaux (1913).

En 1902, la ville de Paris acquiert le domaine de Picquenard qui s'étend sur 210 hectares dans le sud de la commune d'Achères et le nord de celle de Poissy, et dispose ainsi de 1200 hectares pour ses épandages, situés principalement dans la commune d'Achères, secondairement dans celles de Saint-Germain-en-Laye, Poissy, La Frette-sur-Seine, Herblay et Conflans-Sainte-Honorine. Il comprenait alors cinq fermes, soit d'est en ouest, la ferme de Fromainville, la ferme des Noyers, le ferme de Garenne, la ferme des Fonceaux et celle de Picquenard.
Le parc a été irrigué et exploité (cultures de betteraves pour la production d'alcool) par Aimé Bonna. L'entreprise de ce dernier, située le long de la rue éponyme à Achères, est toujours en activité.

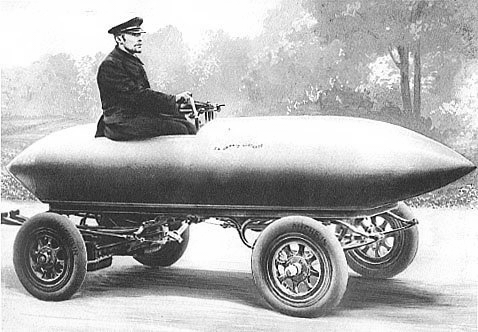
La Jamais Contente.

C'est sur la route centrale reliant les fermes - rectiligne de plus de trois kilomètres - que fut établi le 29 avril 1899, le record du monde de vitesse sur terre avec La Jamais contente, voiture électrique en forme d'obus pilotée par Camille Jenatzy qui roula à 105,98 km/h. Pour la première fois une automobile dépassait le chiffre fatidique des 100 km/h.

## Situation actuelle
Cette zone est actuellement traversée par deux infrastructures de transport, orientées sud-nord, la route nationale 184 et la ligne ferroviaire de Cergy, qui franchissent la Seine en direction de Conflans-Sainte-Honorine.
Elle est concernée par deux projets importants d'infrastructures nouvelles, d'une part l'autoroute A104 (tronçon manquant de Méry-sur-Oise à Orgeval dont le tracé n'est pas arrêté) et d'autre part le projet de plateforme portuaire multimodale baptisée « Port Seine Métropole » par le Port autonome de Paris qui en est le promoteur. Ce projet pourrait mobiliser jusqu'à 420 hectares (120 ha à l'ouest de la RN 184, zone déjà réservée au plan local d'urbanisme (PLU) de la commune d'Achères et 300 ha à l'est de cette route). Le 23 décembre 2013, le Directeur Général de Ports de Paris a saisi la Commission nationale du débat public (CNDP) pour un projet « Port Seine-Métropole Ouest » d'une centaine d'hectares à l'ouest de la RN 184. La CNDP a décidé d’organiser un débat public sur ce projet au regard de l’intérêt national, des impacts sur l’environnement ainsi que des enjeux socio-économiques du projet. Il se déroule du 15 septembre au 15 décembre 2014.
La partie centrale de ce domaine a été classée en 1997 comme zone naturelle d'intérêt écologique, faunistique et floristique (ZNIEFF) sous le nom de « Parc agricole et plans d'eau d'Achères ». Ce classement est justifié par son intérêt ornithologique tant pour l'accueil des migrateurs (notamment anatidés et limicoles) que pour la nidification (reproduction du Tadorne de Belon).